# Niardo

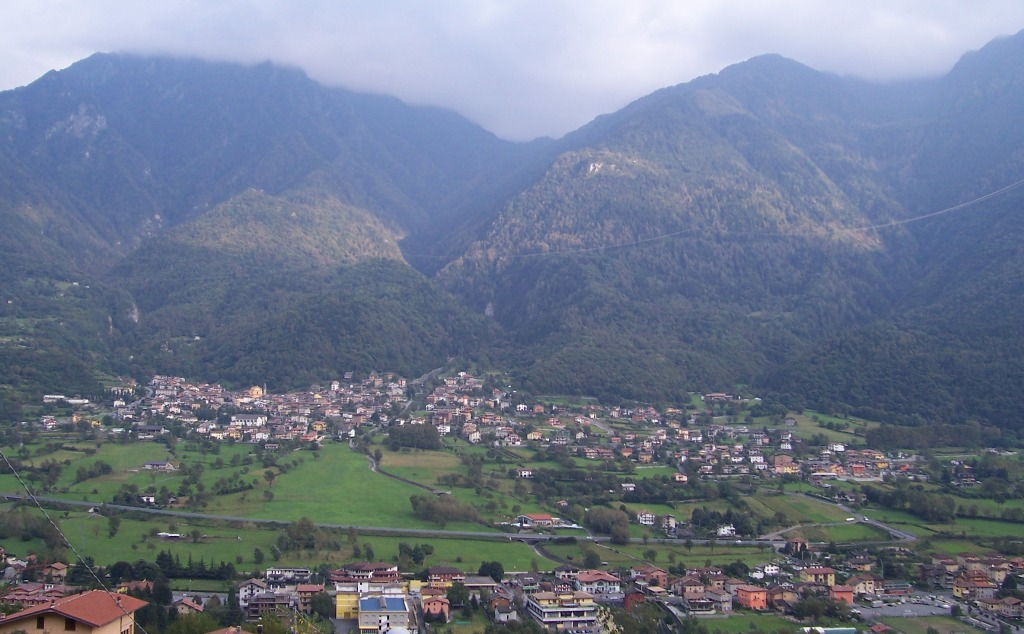
Niardo

Niardo ist eine norditalienische Gemeinde (comune) mit 1964 Einwohnern (Stand 31. Dezember 2023) in der Provinz Brescia in der Lombardei. Die Gemeinde liegt etwa 50 Kilometer nordnordöstlich von Brescia im Valcamonica und gehört zur Comunità Montana di Valle Camonica. Der Oglio bildet die westliche Gemeindegrenze.

## Persönlichkeiten
- Innozenz von Berzo (1844–1890), Heiliger der katholischen Kirche

## Verkehr
Durch die Gemeinde führt die Strada Statale 42 del Tonale e della Mendola von Treviglio nach Bozen. Der Bahnhof von Niardo und Losine liegt an der Bahnstrecke Brescia–Iseo–Edolo.